# Sutra del diamant
El sutra del diamant és un sutra budista Mahayana breu del gènere del Prajñāpāramitā o «perfecció de la saviesa», en el qual s'ensenya la pràctica del no-aferrar-se budista o l'abstenció de l'afecció o mental i de la no-permanència. El nom complet en sànscrit és Vajracchedikā Prajñāpāramitā Sūtra. Aquest llibre fou trobat a principis del segle xx per Aurel Stein a la Xina i és el llibre imprès datat més antic conegut, datat de l'11 de maig del 868 dC.
Traduït a moltes llengües en un ampli ventall geogràfic, el Sutra del diamant és un dels sutres mahayana més influents a l'Àsia oriental, i és particularment destacat dins de la tradició Chan (o Zen), juntament amb el Sutra del cor.
Una còpia de la versió xinesa de la dinastia Tang del Sutra del diamant va ser trobada entre els manuscrits de Dunhuang el 1900 pel monjo taoista Wang Yuanlu i venuda a Aurel Stein el 1907. Es remunten a l'11 de maig de 868. És, en paraules de la Biblioteca Britànica, «el primer llibre imprès datat».
També és la primera obra creativa coneguda amb una dedicació explícita de Domini públic, ja que el seu colofó al final indica que va ser creat «per a la distribució gratuïta universal».

## Títol

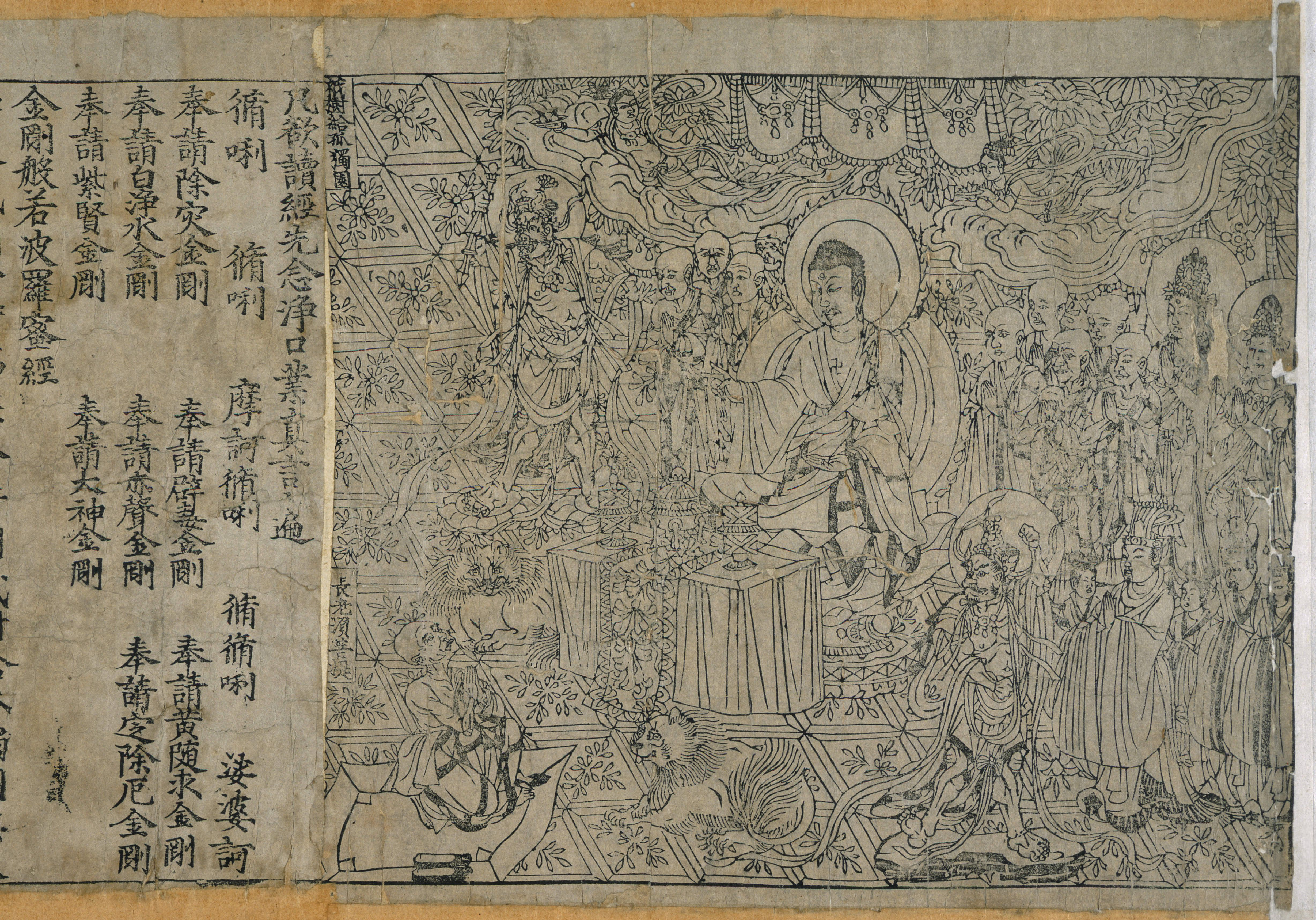
Primera línia del Sūtra del diamant xinès, imprès l'any 9 de l'era Yizong de la dinastia Tang, és a dir, l'any 868 dC, el llibre imprès datat més antic conegut del món. Biblioteca Britànica.

El títol en sànscrit del sūtra és Vajracchedikā Prajñāpāramitā Sūtra, que es pot traduir aproximadament com la «sutra de la perfecció del tall Varja de la saviesa» o «La perfecció de la saviesa que talla com un raig Vajra». Les formes escurçades com Sutra del diamant i Vajra Sutra són habituals. El títol es basa en el poder del vajra (diamant o llamp, però també un terme abstracte per a una arma poderosa) per tallar les coses com a metàfora del tipus de saviesa que talla i trenca les il·lusions per arribar a la realitat definitiva. El sutra també es defineix amb el nom de «Triśatikā Prajñāpāramitā Sūtra» (sutra de la perfecció de la perspicacia de 300 línies).
El Sutra del diamant és molt apreciat als països de l'Àsia oriental amb tradicions del budisme mahayana. Les traduccions a les llengües d'uns quants d'aquests països són:
- xinès: 金剛般若波羅蜜多經, Jīngāng Bōrě-bōluómìduō Jīng; escurçat a 金剛經, Jīngāng Jīng
- Japonès: 金剛般若波羅蜜多経, Kongō hannya haramita kyō; escurçat a 金剛経, Kongō-kyō
- coreà: 금강반야바라밀경, geumgang banyabaramil gyeong; escurçat 금강경, geumgang gyeong
- Mongol clàssic: Yeke kölgen sudur[6]
- vietnamita Kim cương bát-nhã-ba-la-mật-đa kinh; escurçat a Kim cương kinh
- Tibetà estàndard: འཕགས་པ་ཤེས་རབ་ཀྱི་ཕ་རོལ་ཏུ་ཕྱིན་པ་རྡོ་རྗེ་གཅོད་པ་ཞེས་བྱ་བ་ཐེག་པ་ཆེན་པོའི་མདོ།, 'phags pa shes rab kyi pha rol tu phyin pa rdo rje gcod pa zhes bya ba theg pa chen po'i mdo

## Història
La data exacta de la composició del Sūtra del diamant en sànscrit és incerta. La primera traducció xinesa data de principis del segle v, però, en aquell moment, els monjos del segle iv o V Asanga i Vasubandhu sembla que ja en van fer comentaris autoritzats sobre el contingut.

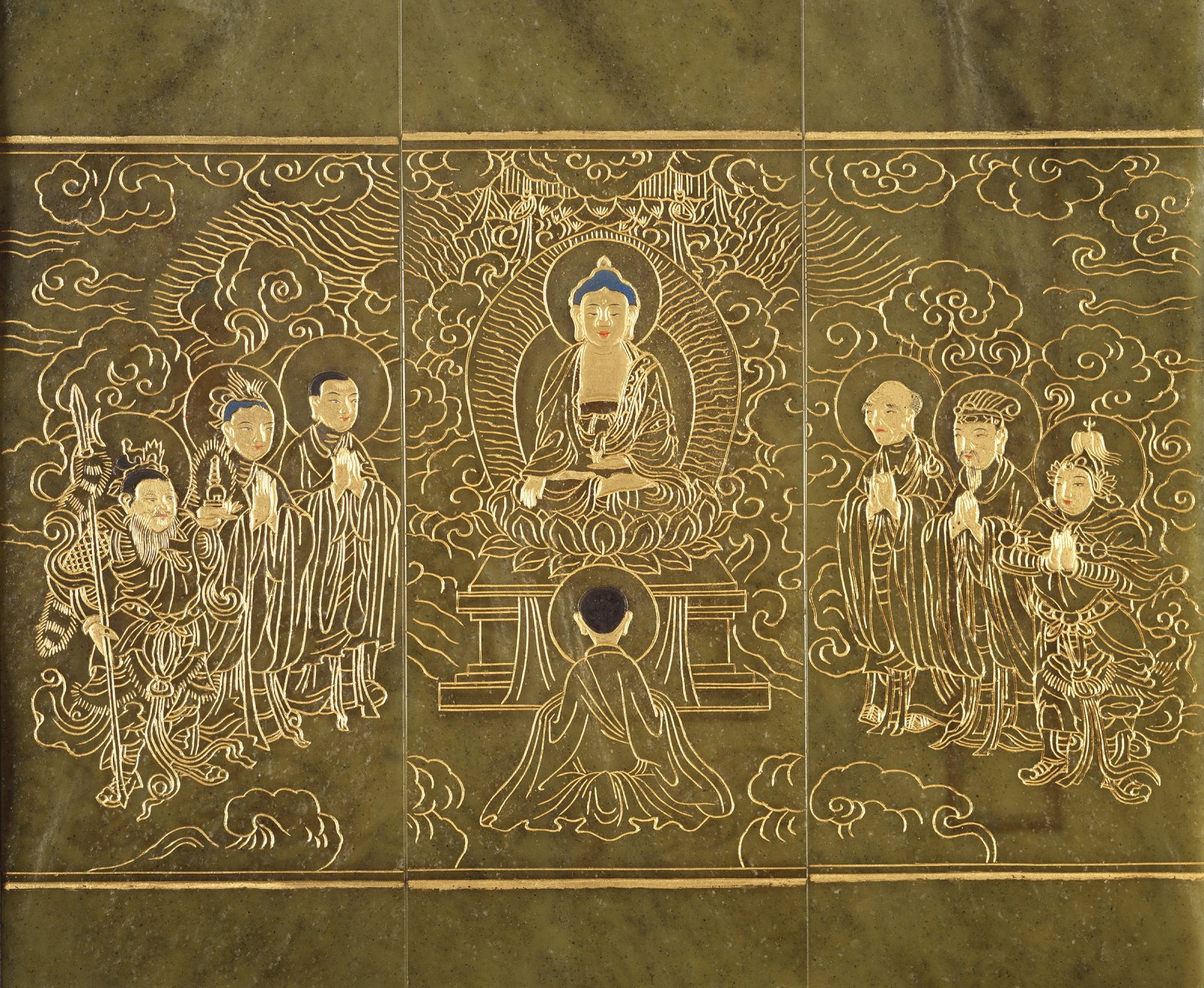
Frontispici del 'Sutra del diamant' escrit en xinès, gravat i daurat sobre jade nefrita. Xina, 1732. Biblioteca Chester Beatty.

El sutra Vajracchedika va ser una obra influent en la tradició budista Mahayana. S'han trobat les primeres traduccions a uns quants idiomes en llocs de l'Àsia central i oriental, cosa que suggereix que el text va ser àmpliament estudiat i traduït. A més de les traduccions xineses, se'n van fer traduccions del text i dels comentaris al tibetà, i les traduccions, elaboracions i paràfrasis sobreviuen en diverses llengües de l'Àsia central.
Es creu que la primera traducció del Sūtra del diamant al xinès va ser feta l'any 401 pel venerat i prolífic traductor Kumaradjiva. L'estil de traducció de Kumāradjīva és distintiu, que posseeix una suavitat fluida que reflecteix la seva prioritat a l'hora de transmetre el significat en lloc de la representació literal precisa. La traducció de Kumāradjīva ha estat especialment valorada al llarg dels segles, i és aquesta versió la que apareix al rotllo de Dunhuang de 868. És la versió xinesa més utilitzada i recitada.
A més de la traducció Kumāradjīva, existeixen una sèrie de traduccions posteriors. El Sūtra del diamant va ser traduït de nou del sànscrit al xinès per Bodhiruci el 509, Paramārtha el 558, Dharmagupta (dues vegades, el 590 i el 605~616), Xuan Zang (dues vegades, el 648 i el 660~663) i Yijing el 703.
El monjo budista xinès Xuan Zang va visitar un monestir Mahāsāṃghika - Lokottaravāda a Bamian, Afganistan, al segle VII. Utilitzant els relats de viatges de Xuan Zang, els arqueòlegs moderns han identificat el lloc d'aquest monestir. Al lloc s'han descobert fragments de manuscrits d'escorça de bedoll d'uns quants sutres Mahāyāna, inclòs el Vajracchedikā Prajñāpāramitā Sūtra (MS 2385), i aquests ara formen part de la col·lecció Schøyen. Aquest manuscrit va ser escrit en sànscrit i escrit en una forma ornamentada de l'alfabet gupta. Aquest mateix manuscrit en sànscrit també conté el Sūtra del Buda de la Medicina (Bhaiṣajyaguruvaiḍūryaprabhārāja Sūtra).

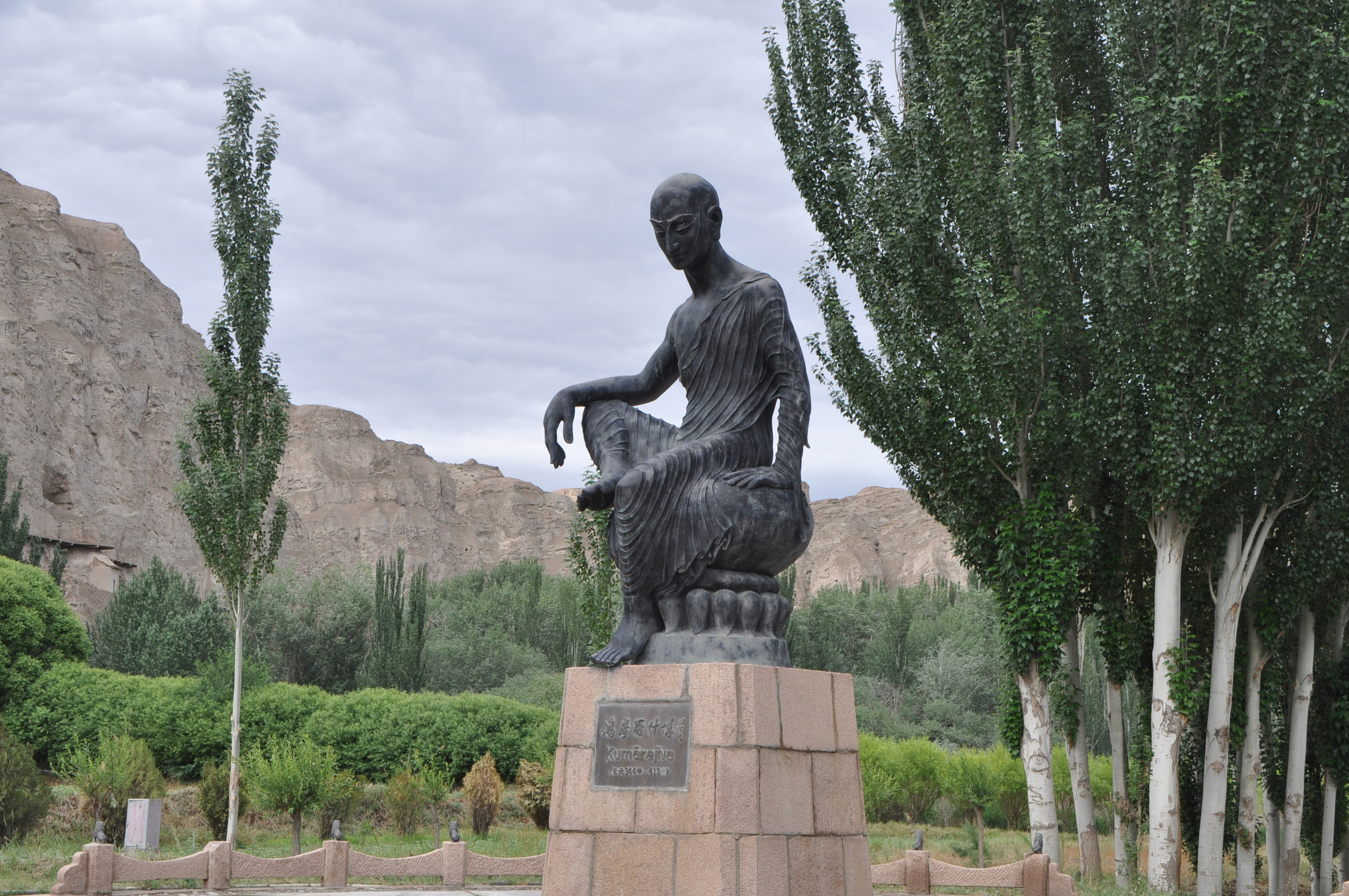
Estàtua de Kumaradjiva davant de les coves de Kizil a Kuqa, província de Xinjiang, Xina

El Sutra del Diamant va donar lloc a una cultura d'obres d'art, veneració del sutra i comentaris en el budisme de l'Àsia oriental. Al final de la dinastia Tang (907) a la Xina hi havia més de 80 comentaris escrits (només sobreviuen 32), com els de prominents budistes xinesos com Sengzhao, Xie Lingyun, Zhiyi, Jizang, Kuiji i Zongmi. La còpia i la recitació del Sutra del Diamant era una pràctica devocional molt estesa, i les històries que atribuïen poders miraculosos a aquests actes es registren en fonts xineses, japoneses, tibetanes i mongoles.
Un dels comentaris més coneguts és l'Exègesi sobre el Sutra del diamant de Huineng, el sisè patriarca de l'escola Chan. El Sutra del Diamant ocupa un lloc destacat al 1r capítol del Sutra de la Plataforma, la biografia religiosa de Huineng, on se suposa que escoltar-ne la recitació va desencadenar la visió il·luminadora que va portar a Huineng a abandonar la seva vida com a llenyataire per convertir-se en monjo budista.

## Continguts

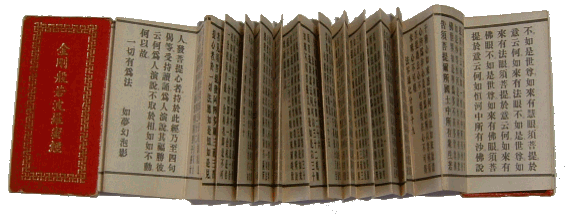
Una edició plegable tradicional de butxaca del Sutra del diamant en xinès

El Vajracchedikā Prajñāpāramitā Sutra conté el discurs del Buda a un monjo gran, Subhuti. Els seus temes principals són l'anatman (no-jo), la buidor de tots els fenòmens (tot i que el terme buidor -'śūnyatā'- en si no apareix al text), l'alliberament de tots els éssers sense afecció i la importància de difondre i ensenyar el sutra. En el seu comentari al Sutra del Diamant, Hsing Yun descriu els quatre punts principals del sūtra com donar sense lligam amb un mateix, alliberar éssers sense nocions d'un mateix i dels altres, viure sense vincle i cultivar sense assoliments. Segons Shigenori Nagatomo, l'objectiu principal del sutra és: «un projecte existencial que pretén assolir i encarnar una base no discriminatòria de coneixement» o «l'emancipació de la ignorància fonamental de no saber viure la realitat tal com és».
Al sūtra, el Buda ha acabat la seva caminada diària cap a Sravasti amb els monjos per recollir ofrenes de menjar i s'asseu a descansar. L'ancià Subhūti surt i li pregunta al Buda: «Com, Senyor, hauria de prendre la seva posició un que ha iniciat el camí del bodhisattva, com hauria de procedir, com hauria de controlar la ment?» El que segueix és un diàleg sobre la naturalesa de la «perfecció de la visió» (Prajñāpāramitā) i la naturalesa de la realitat última (que és il·lusòria i buida). El Buda comença responent a Subhuti afirmant que portarà tots els éssers vius al nirvana final, però que després d'això «cap ésser viu ha estat extingit». Això es deu al fet que un bodhisattva no veu els éssers a través de conceptes cosificats com ara «persona», «ànima» o «jo», sinó que els veu a través de la lent de la comprensió perfecta, com a buits d'un jo inherent i immutable.

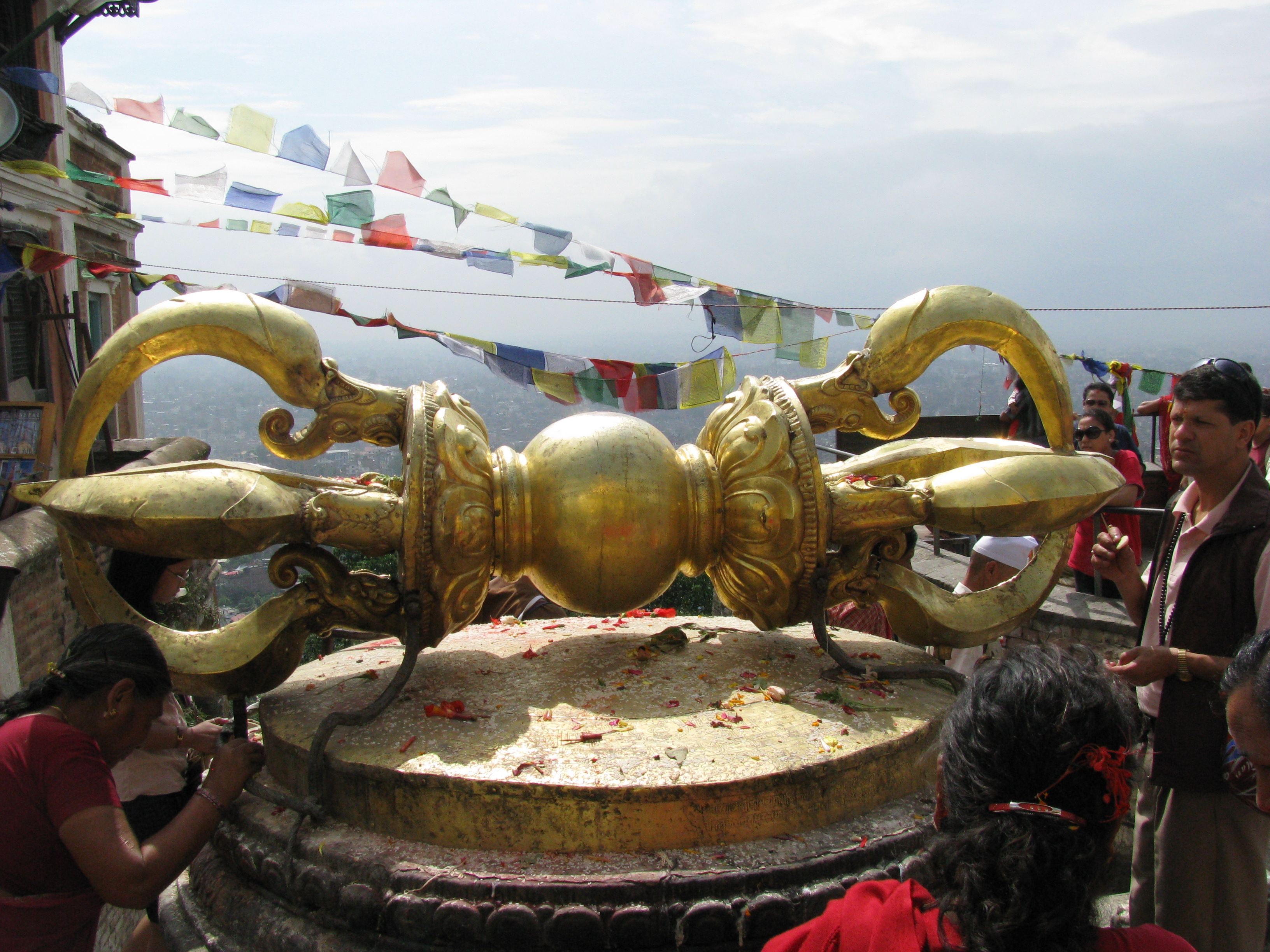
Una escultura nepalesa d'un vajra

El Buda continua la seva exposició amb declaracions similars que utilitzen la negació per assenyalar la buidor dels fenòmens, el mèrit, el Dharma (l'ensenyament de Buda), les etapes de la il·luminació i el mateix Buda. L'estudiós japonès Hajime Nakamura anomena aquesta negació la «lògica del no» (na prthak). Altres exemples de la via negativa del sutra del diamant inclouen declaracions com:
| « | "Pel que fa a 'tots els dharmes' es refereix, Subhuti, tots no tenen dharma. Per això s'anomenen "tots els dharmes". "Els anomenats 'corrents de pensament', Subhuti, han estat predicats pel Tathagata com a sense corrent. Per això s'anomenen "corrents de pensament". " Tots els éssers, Subhuti, han estat predicats pel Tathagata com a sense ésser. Per això se'ls diu "tots els éssers. | » |

En general, es creu que Buda prova d'ajudar Subhūti a desaprendre les seves nocions preconcebudes i limitades de la naturalesa de la realitat. Emfatitzant que tots els fenòmens són, en última instància, il·lusoris, ensenya que la veritable il·luminació no es pot captar fins que no s'hagi deixat de banda l'afecció a ells de qualsevol forma.
Una altra raó per la qual el Buda fa ús de la negació és que el llenguatge cosifica els conceptes i això pot conduir a l'adhesió a aquests conceptes, però la veritable saviesa és veure que res no és fix o estable. Segons el sutra, pensaments com ara «He obtingut l'estat d'arhat» o «Portaré els éssers vius al nirvana» ni tan sols es produeixen en la ment d'un il·luminat perquè això seria «apoderar-se d'un jo... apoderar-se d'un ésser viu, apoderar-se d'una ànima, apoderar-se d'un persona».
El sutra continua afirmant que qualsevol persona que digui aquestes coses no s'ha d'anomenar bodhisattva. Segons David Kalupahana, l'objectiu del Sutra del Diamant és «un intent colossal d'evitar l'ús extremista del llenguatge, és a dir, eliminar qualsevol compromís ontològic amb els conceptes i alhora conservar el seu valor pragmàtic, per no convertir-los totalment buit de sentit».
Kalupahana explica la negació del Sutra del Diamant veient una afirmació inicial com una afirmació errònia de la substància o l'egoisme, que després és criticada («tots els dharmes són sense dharma»), i finalment reconstruïda (per això s'anomenen tots els dharmes) com a convencionals i originats de manera dependent. Kalupahana explica aquesta reconstrucció final en el sentit: «que cada concepte, en lloc de representar una entitat única o de ser un terme buit, és un substitut d'una experiència humana que està condicionada per una varietat de factors. Com a tal, té un significat pragmàtic i un poder comunicatiu sense ser absolut de cap manera». Segons Paul Harrison, l'argument central del Sutra del Diamant aquí és que «tots els dharmes no tenen un jo o essència, o dit d'una altra manera, no tenen nucli ontològicament, només semblen existir per separat i independentment pel poder de llenguatge convencional, tot i que de fet són d'origen dependent».
La ment d'algú que practica la Prajñāpāramitā o «perfecció de la saviesa» és aleshores una ment lliure de conceptes substancialistes o «jo» fixos:
| « | Tanmateix, Senyor, no se'ls produirà la idea d'un jo, ni es produirà la idea d'un ésser viu, la idea d'una ànima o la idea d'una persona. Això per què? Qualsevol idea d'un jo és, de fet, ideal, qualsevol idea d'un ésser viu, idea d'una ànima o idea d'una persona és, de fet, ideal. Això per què? Perquè els Budes i els Senyors estan lliures de totes les idees. | » |

Al llarg de l'ensenyament, el Buda repeteix que la memorització i elucidació reeixides fins i tot d'un extracte de quatre línies és d'un mèrit incalculable, millor que donar un sistema mundial sencer ple de regals i que pot portar la il·luminació. La secció 32 (de la versió xinesa) també acaba amb un gatha de quatre línies:
Tots els fenòmens condicionats
Són com un somni, una il·lusió, una bombolla, una ombra,
Com la rosada o un llamp;
Així els percebrem.
La traducció de Paul Harrison de la versió sànscrita diu:
Una estrella fugaç, una nuvolositat de la vista, una làmpada,
Una il·lusió, una gota de rosada, una bombolla,
Un somni, un llamp, un núvol de trons.
Aquesta és la manera com s'ha de veure el condicionat.
La traducció de Red Pine sobre la vida va mostrar que el text deia:
Per tant, hauríeu de veure aquest món fugaç:
Una estrella a l'alba, una bombolla en un rierol,
Un llamp en un núvol d'estiu,
Una làmpada parpellejant, un fantasma i un somni.

## Impressió de blocs de Dunhuang

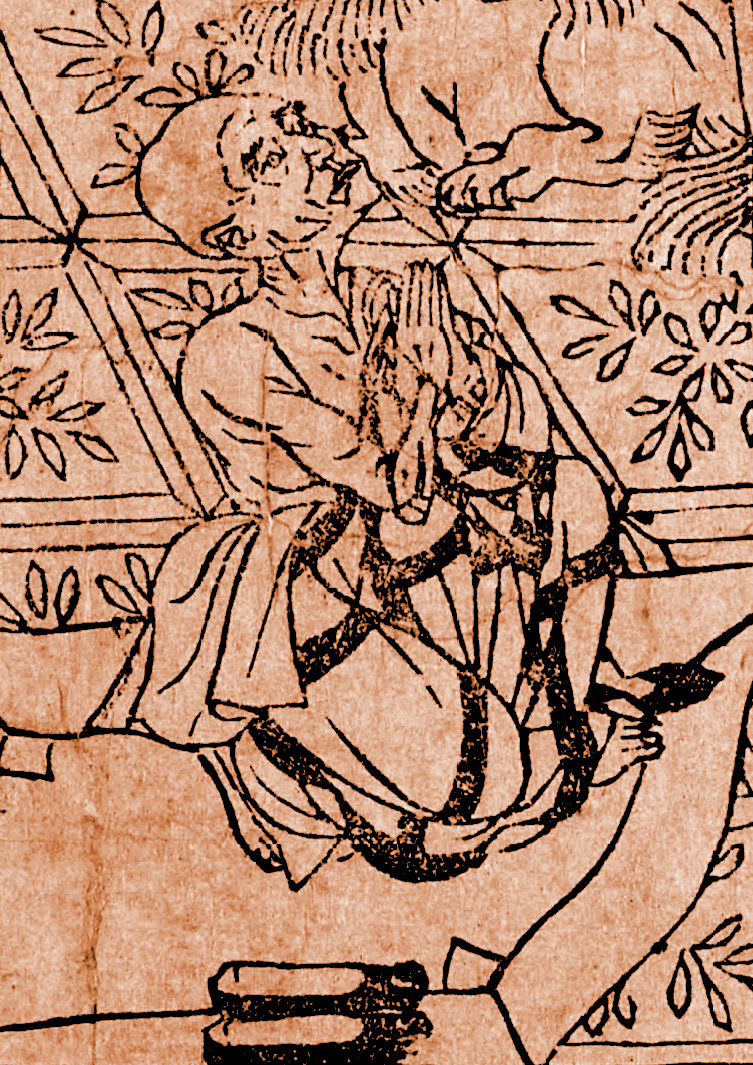
L'ancià Subhūti es dirigeix al Buda. Detall de la impressió de blocs de Dunhuang.

Hi ha una còpia impresa en xilografia del Sutra del diamant a la Biblioteca Britànica que, encara que no és l'exemple més antic d'impressió en bloc, és el primer exemple que porta una data real.
La còpia existent té la forma d'un rotlle d'uns 5 m de llarg. L'arqueòleg Aurel Stein el va comprar l'any 1907 a les coves de Mogao, prop de Dunhuang, al nord-oest de la Xina, a un monjo que custodiava les coves, conegudes com les «Coves dels Mil Budes».
El colofó, a l'extrem interior, diu:
Reverentment fet per a la lliure distribució universal per Wang Jie en nom dels seus dos pares el dia 15 de la 4a lluna del 9è any de Xiantong [11 de maig de 868].
El 2010, l'escriptora i historiadora britànica Frances Wood, cap de la secció xinesa de la British Library, Mark Barnard, conservador de la British Library, i Ken Seddon, professor de química a la Queen's University, Belfast, van participar en la restauració de la seva còpia del llibre. El lloc web de la British Library permet als lectors veure el Sutra del Diamant en la seva totalitat.